# Orgel der Warnfried-Kirche (Osteel)
Die Orgel der Warnfried-Kirche (Osteel) ist eine der besterhaltenen Renaissanceorgeln Norddeutschlands. 1619 wurde sie von Edo Evers unter Verwendung älteren Pfeifenmaterials gebaut und ist nahezu vollständig erhalten. Das bedeutende Instrument verfügt über 13 Register, zwei Manuale und ein angehängtes Pedal.

## Baugeschichte
Die Geschichte der Orgel der Warnfried-Kirche in Osteel beginnt mit der Wirksamkeit des Orgelbaumeisters Edo Evers an der Orgel der Ludgerikirche Norden (1616–1618). Beim dortigen Neubau einer großen Orgel integrierte Evers Register aus der Vorgängerorgel von Andreas de Mare (1566–1567). Teile des alten Gehäuses und andere Register, die aus der alten Norder Orgel übrig geblieben waren, verwendete Evers für seinen Neubau in Osteel auf der Nordseite des Querschiffes.
Als 1686 durch einen Sturm das Kirchendach und das Gewölbe des Langhauses einstürzte, blieb die Orgel glücklicherweise bewahrt.
Typische äußere Kennzeichen für den Stil der Spätrenaissance ist der klassische Aufbau mit dem polygonalen Bassturm in der Mitte und den beiden Spitztürmen an der Seite, deren Tenorpfeifen nach links und rechts weisen. Die Diskantpfeifen sind dazwischen in vier Flachfeldern angeordnet. Typisch sind auch die reichen Verzierungen auf der jeweils mittleren Prospektpfeife in jedem Turm. All dies findet sich auch bei der Orgel in Stellichte (1610), wo das originale Gehäuse und die Prospektpfeifen von Andreas de Mare noch in der St.-Georg-Christophorus-Jodokus-Kirche erhalten sind. Kennzeichnend für den Renaissancestil sind auch die Art des Schleierwerks über den Prospektpfeifen, die Bekrönungen auf den Pfeifentürmen und die zwei durchlaufenden Spruchbänder, auf denen, in Latein, oben der biblische Text aus Ps 150,4  und unten Lk 2,14  zu lesen ist.
Um 1761 baute Johann Adam Berner mit seinem Schwiegervater Johann Friedrich Constabel die Orgel um, wobei sie den Umfang der Klaviaturen des Renaissance-Instruments von ursprünglich FGA-g2a2 auf den moderneren Umfang CD-c3 erweiterten und die jeweils sechs fehlenden Pfeifen im Bass aus Holz und vier im Diskant aus Metall ergänzten. Dies gelang in klanglich überzeugender Weise, da altes Pfeifenmaterial geschickt umgearbeitet wurde. Auch die Spitzflöte im Brustwerk wurde teils unter Verwendung alten Materials kunstvoll verfertigt. In diesem Zuge mussten auch die Traktur und Windladen umgebaut oder erneuert werden, um der Erweiterung Rechnung zu tragen.
1808 reparierte Gerhard Janssen Schmid (Leer) die Orgel.
Als 1830 das Querschiff und der Chor abgerissen und das Langhaus verkürzt wurde, platzierte Johann Gottfried Rohlfs (Esens) die Orgel auf die Ostempore und verkleinerte die Flügeltüren, da sie zu schwer schienen, nachdem man die Stützen entfernt hatte. Zudem wurde das vormals schmalere Untergehäuse auf die Breite des Obergehäuses gebracht. Ein angehängtes Pedal ergänzte die bis dahin pedallose Orgel, das Regal musste einem Krummhorn weichen, die vier Flachfelder im Prospekt wurden zugunsten von durchgängigen Pfeifenattrappen aus Holz entfernt und eine gleichstufige Temperatur angelegt.
Ein weiteres Mal wurde die Orgel 1890 von Johann Diepenbrock (Norden) umgesetzt, und zwar auf die Westempore. Nun wurden die alten Keilbälge durch einen Magazinbalg ersetzt.
Der überall angeordneten Abgabe der Prospektpfeifen im Jahr 1917 zu Rüstungszwecken, die nicht einmal vor den Instrumenten von Arp Schnitger haltmachte, entging die Orgel, da die Pfeifen nicht zinnhaltig genug waren. Als in einem Gutachten aus demselben Jahr von P. Furtwängler & Hammer der Zustand des Instruments als irreparabel bezeichnet wurde, drohte die Beseitigung des Instruments.
Im Zuge der aufkommenden Orgelbewegung kam ein neues Gutachten von Christhard Mahrenholz (1928) zu einem gegenteiligen Ergebnis, sodass es 1932 gelang, die Orgel unter Denkmalschutz zu stellen.
Im Zusammenhang einer Reparatur durch Max Maucher (Emden) (1929–1930) wurde die Intonation stark verändert.
Auch die Restaurierung durch Alfred Führer (1957–1958) stellte zwar einiges wieder her, griff jedoch auf nicht adäquate Weise in die Klangsubstanz des Instruments ein.
1994–1995 konnte für eine umfassende Restaurierung Jürgen Ahrend gewonnen werden, der das ursprüngliche optische und klangliche Bild der Orgel wieder völlig herstellte. Ahrend sorgte für die erforderliche Stabilität des Werkes und rekonstruierte die Flügeltüren. Der im 19. Jahrhundert entstellte Prospekt wurde wieder hergestellt und das Pfeifenwerk erhielt seine alte Intonation wieder. Da nahezu alle alten Register noch erhalten waren, musste nur die verloren gegangene Mixtur rekonstruiert werden. Das Krummhorn wurde beibehalten. Schließlich wurden auch die Keilbälge und die Anlage des Spieltisches rekonstruiert.

## Disposition seit 1830
| I Hauptwerk CD–c3 |       |     |
| Principal         | 8′    | E   |
| Quintadena        | 16′ 0 | E   |
| Quintadena        | 8′    | E/B |
| Octave            | 4′    | E   |
| Spitzflöte        | 4′    | E   |
| Quinte            | 3′    | E   |
| Octave            | 2′    | E   |
| Mixtur IV         |       | A   |
| Trompete B/D 0    | 8′    | E/B |

| II Brustwerk CD–c3 |      |     |
| Hohlflöte          | 4′ 0 | E   |
| Spitzflöte         | 2′   | E/B |
| Sifflöte           | 1′   | E   |
| Krummhorn 0        | 8′   | R   |

- Tremulant (A)
- Koppeln: Schiebekoppel II/I (A)
- Spielhilfen: 2 Sperrventile (A)
- Pedal angehängt (R)

E = Edo Evers (1619)
B = Johann Adam Berner (1761)
R = Johann Gottfried Rohlfs (1830)
A = Jürgen Ahrend (1994/1995)
Anmerkungen
1. ↑  C-Gis aus Holz, H-e1 im Prospekt; Spitzlabien, teils Bärte, teils gehämmert.
2. ↑  C-B aus Eiche, Rest aus gehämmertem, stark bleihaltigem Metall mit Hüten.
3. ↑  C-Fis aus Eiche, Rest wie Quintadena 16′, große Bärte.
4. ↑  C-E aus Holz, teils gehämmert.
5. ↑  Ab c konisch.
6. 1 2  Zylindrisch offen, ohne Bärte.
7. ↑  Rekonstruiert.
8. ↑  C-Fis Becher aus Holz, bleigefütterte Messingkehlen bis d, Rest offen; unbeledert.
9. ↑  Gedeckt mit Hüten und großen Bärten; oberste Oktave offen.
10. ↑  Konisch offen, Spitzlabien ohne Bärte.
11. ↑  Zylindrisch offen, sehr weite Mensur.
12. ↑  Doppelkegelform mit langen Bechern, offene Schnabelkehlen, leicht konisch.

## Technische Daten
- 13 Register
- Windversorgung:
  - 3 Keilbälge (A)
  - 70 mmWS Winddruck
- Traktur:
  - Tontraktur: Mechanisch
  - Registertraktur: Mechanisch
- Stimmung:
  - Höhe a1= 440 Hz
  - Erweitert mitteltönige Stimmung

## Aufnahmen/Tonträger
- Lieblingsstücke Folge 9: Osteel und Uttum. 2021, NOMINE e. V., EAN 4260375647095 (Thiemo Janssen in Uttum, Werke von J. P. Sweelinck, S. Scheidt, H. Scheidemann, S. van Soldt; Agnes Luchterhandt in Osteel, Werke von D. Buxtehude, W. Byrd, J. M. Bach, J. S. Bach, M. Schütz)
- Orgellandschaften. Folge 4: Eine musikalische Reise zu acht Orgeln der Region Ostfriesland (Teil 1). 2013, NOMINE e. V., LC 18240 (Thiemo Janssen in Rysum, Osteel, Westerhusen, Marienhafe, Dornum und Agnes Luchterhandt in Uttum, Pilsum, Norden).
- Heronymus Praetorius: Vesper for St. Michael’s Day. 1999. CPO, 999649-2, CD (Jörg Jacobi und Weser-Renaissance).
- Orgeln in Ostfriesland. Vol. 1. 1996. Organeum, OC-09601, CD (Harald Vogel in Osteel, Buttforde, Neermoor, Veenhusen, Groothusen).
- Jacob Praetorius: Motets & Organ Works. 1996. CPO, 999215-2, CD (Harald Vogel und Weser-Renaissance).
- Les plus belles orgues. 1994. Analekta Classics, AN 28216-7, 2 CD (Antoine Bouchard in Rysum, Osteel, Steinkirchen, Mittelnkirchen, Ganderkesee, Westerhusen, Dedesdorf. Werke von Paumann, Susato, Sweelinck, Scheidemann, Bach u. a.).